# Úřednická zkouška
Úřednická zkouška je v České republice povinná a týká se několika tisíc úředníků. Na úředníky klade notnou dávku samostudia. Úřednická zkouška se zejména řídí zákonem č. 234/2014 Sb., o státní službě a skládá se ze dvou částí, a to z obecné a ze zvláštní části. Soubor oficiálních otázek (pro ústní část) a okruhů pro ústní otázky (zvláštní část) vydává Ministerstvo vnitra na svých oficiálních internetových stránkách.

## Obecná část
- celkem 300 otázek
- v samotném testu 30 otázek
- odpovědi typu a, b, c, z nichž je jedna správná
- minimum pro splnění je 23 otázek správně
- časový limit je 30 minut

## Zvláštní část
- probíhá ústně z předem vybraných okruhů
- odpovídají za ni ústřední správní úřady (je plně v jejich kompetenci)

## Stěžejní legislativa
- zákon č. 234/2014 Sb., o státní službě
- nařízení vlády č. 106/2015 Sb., o oborech státní služby
- nařízení vlády č. 136/2015 Sb., o rovnocennosti některých zkoušek a odborných kvalifikací zvláštní části úřednické zkoušky
- vyhláška č. 162/2015 Sb., o podrobnostech úřednické zkoušky a dalšími předpisy